# فريمان في. هورنر
فريمان في. هورنر (بالإنجليزية: Freeman V. Horner)‏ هو عسكري أمريكي، ولد في 7 يونيو 1922 في ماونت كارمل في الولايات المتحدة، وتوفي في 1 ديسمبر 2005 في كولومبوس في الولايات المتحدة.